# Ablaberoides festiva
Ablaberoides festiva är en skalbaggsart som beskrevs av Brenske 1902. Ablaberoides festiva ingår i släktet Ablaberoides och familjen Melolonthidae. Inga underarter finns listade i Catalogue of Life.